# 9577 Gropius
9577 Gropius este un asteroid din centura principală, descoperit pe 2 februarie 1989, de Freimut Börngen.